# Live Your Life (canción de Mika)
«Live Your Life» es un sencillo de Mika, lanzado oficialmente el 14 de junio del año 2013 es sencillo de su primer álbum recopilación titulado «Songbook Vol.1» que salió a la venta el 12 de noviembre de 2013.
La canción forma parte de su primer álbum recopilatorio, y fue publicado en exclusiva para España de la campaña de publicidad de una cerveza (San Miguel). Del 2 de agosto al 10 de noviembre de 2013 fue la banda sonora del Viento comerciales con Giorgio Panariello y Vanessa Incontrada.

## Descripción
El tema está compuesto por Mika y por Jordi Marr coproducido por Mika y por Greg Wells.

## Videoclip
El videoclip empieza Mika quedando con su banda. se ponen a tomar una cerveza de la marca San Miguel y se ponen a cantar. En el videoclip Mika canta con un montón de personas de todas las partes del mundo, entre ellos celebridades, como actriz de cine y cantante española Leonor Watling, jugadores de fútbol Toquero, Ander Herrera, De Marcos, Isco, Joaquín y Caballero.

## Posiciones
| Lista (2009-10)            | Mejor posición |
| -------------------------- | -------------- |
| España (Top 100 Canciones) | 1              |
| Italia (FIMI)              | 2              |

- Datos: Q21006314

1. ↑  «Spanishcharts.com – Mika – Rain» (en inglés). Canciones Top 50. Hung Medien.
2. ↑  «Italiancharts.com – Mika – Rain» (en inglés). Top de descargas digitales. Hung Medien.